# Kostel svatého Havla (Mladá Boleslav)
Kostel svatého Havla v Mladé Boleslavi je renesanční, barokně rozšířenou sakrální stavbou v Mladé Boleslavi a významnou památkou české reformace 16. století. Byl postaven jako hřbitovní kostel s hrobkou pánů Krajířů z Krajku, známých ochránců jednoty bratrské, a je též místem posledního odpočinku bratrského biskupa Jana Augusty. Je chráněn jako kulturní památka České republiky.
Od roku 1997 o kostel pečuje Farní sbor Českobratrské církve evangelické v Mladé Boleslavi, který v něm od května do října slaví pravidelné nedělní bohoslužby od 10:00. Každý červen také v parku u kostela pořádá multižánrový festival Havloděj plný divadel a hudby. Sbor užívá i vedlejší správcovský domek, kde se konají další kulturní akce.

## Historie

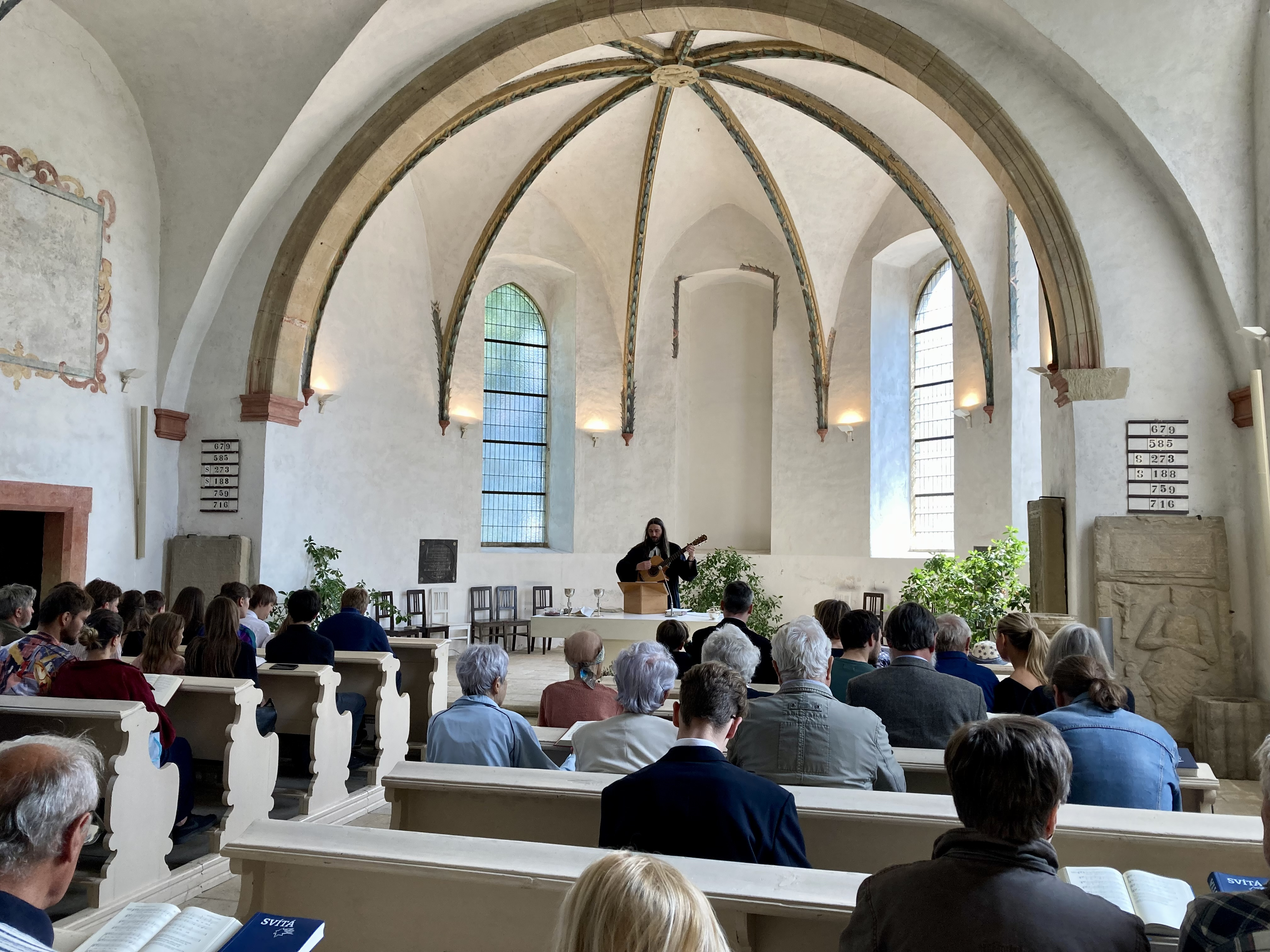
Interiér kostela během nedělních bohoslužeb

Kostel byl původně hřbitovním. Založení hřbitova (místo bylo původně sadem) je datováno do roku 1539. Hřbitov sloužil jako morový v situacích, kdy nepostačoval obecní hřbitov u kostela sv. Jana Nepomuckého. Kostel byl pohřebním místem rodiny Krajířů z Krajku, kteří byli v hrobce pod ním pohřbeni. Členové rodu patřili k Jednotě bratrské a po bitvě na Bílé Hoře byla jejich hrobka v důsledku náboženské nevraživosti poškozena. Cínové rakve byly následně roztaveny a byly z nich zhotoveny oltářní svícny. Hrobka pak již zůstala prázdná. V kostele byl roku 1572 pohřben bratrský teolog Jan Augusta, který v Boleslavi strávil poslední léta svého života. Jeho náhrobek se však nedochoval.
Na hřbitově kolem kostela se pohřbívalo přibližně do poloviny 19. století. Byli zde pochováni rytíři z Neuberka, páni z Bubna, piarističtí kněží, čeští bratři, šlechtici i měšťané, vojáci i řemeslníci, a u zdi hřbitova rovněž tuláci i sebevrazi.
V době pobělohorské kostel sv. Havla stejně jako ostatní kostely ve městě připadl římské církvi, které oficiálně patří dodnes (viz římskokatolická farnost Mladá Boleslav). Během 20. století kostel velice zchátral a přestal být užíván. Nakonec o něj projevil zájem mladoboleslavský českobratrský evangelický sbor, který ho roku 1997 získal do dlouhodobého nájmu, provedl nutnou rekonstrukci a užívá jej k bohoslužebným shromážděním.

## Architektura

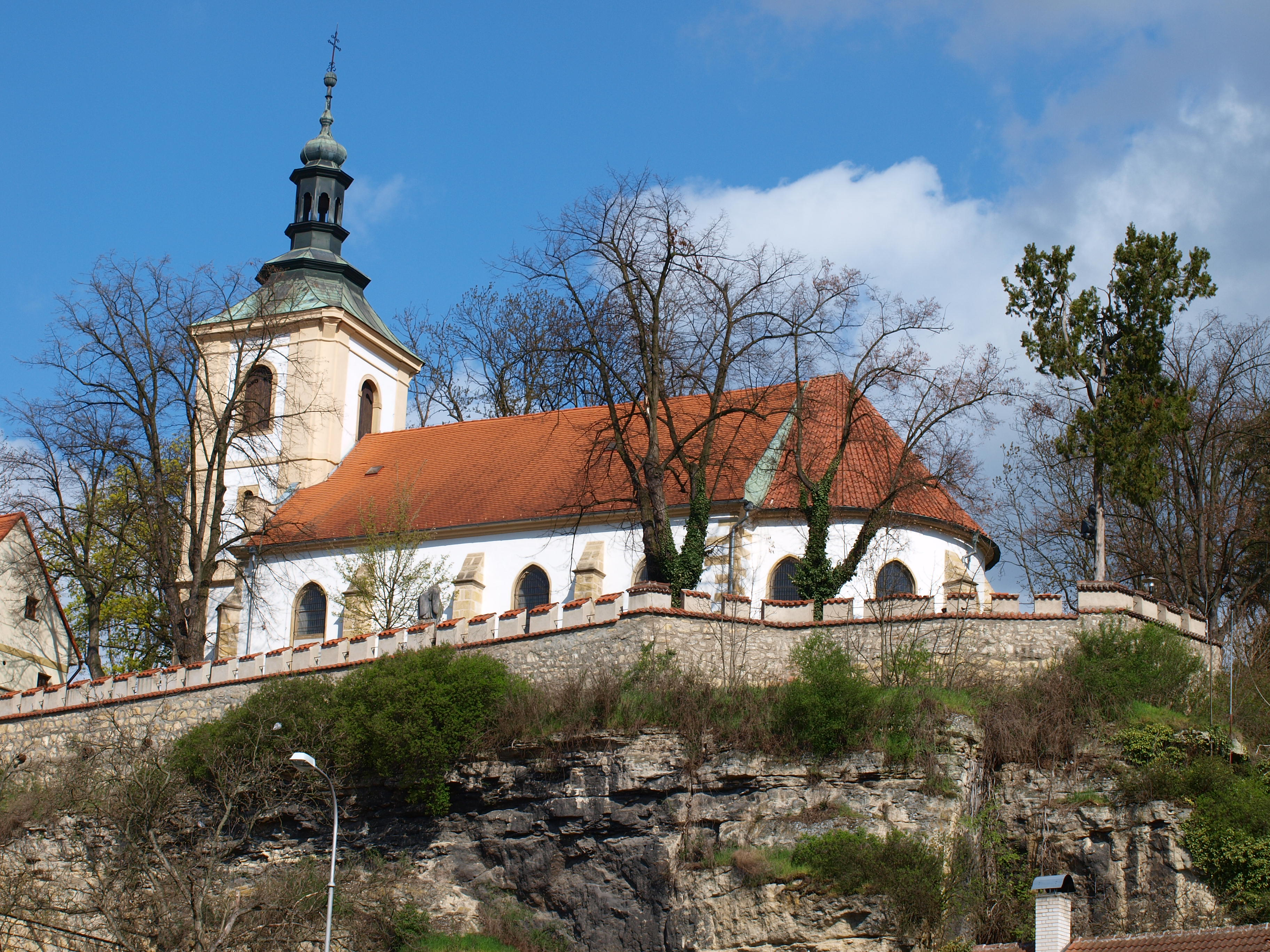
Pohled na kostel přes hřbitovní zeď

Kostel je směsicí různých stavebních slohů, avšak jako celek tvoří kompozici s významnou historickou hodnotou. Stavba je jednolodní, goticko-renesanční s půlkruhově uzavřeným presbytářem. Ke kostelu přiléhá severní sakristie a západní hranolová věž, přistavěná ke krajířovské hrobce v roce 1735. Jižní barokní předsíň pochází z 18. století. Okna jsou hrotitá, bez kružeb. Při jižní straně kostela se nachází renesanční portál, který je bohatě zdobený tesaným věncem v tympanonu. Loď má valenou klenbu s lunetami a hřebínky na konzolách. Presbytář je sklenut původním žebrovým závěrem z poloviny 16. století. Zděná kruchta spočívá na třech obloucích. Do barokní podoby byl kostel přestavěn v 18. století.
Na vnějších stěnách je asi 30 renesančních i raně barokních náhrobníků, figurálních výjevů a nápisů začínajících rokem 1567.
Zařízení bylo převážně barokní, skladbou různorodé, pocházející ze 17.–18. století.

## Galerie

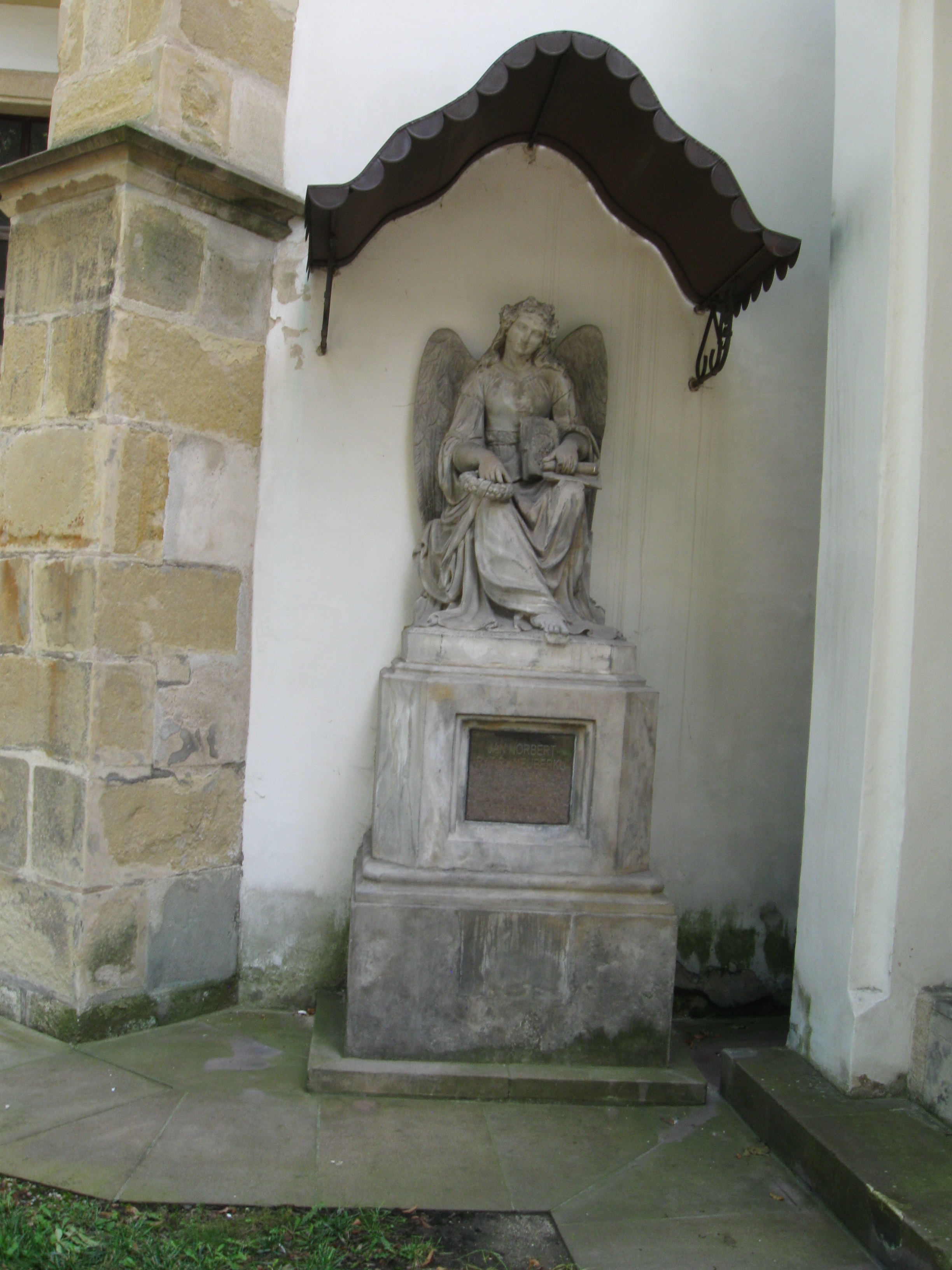
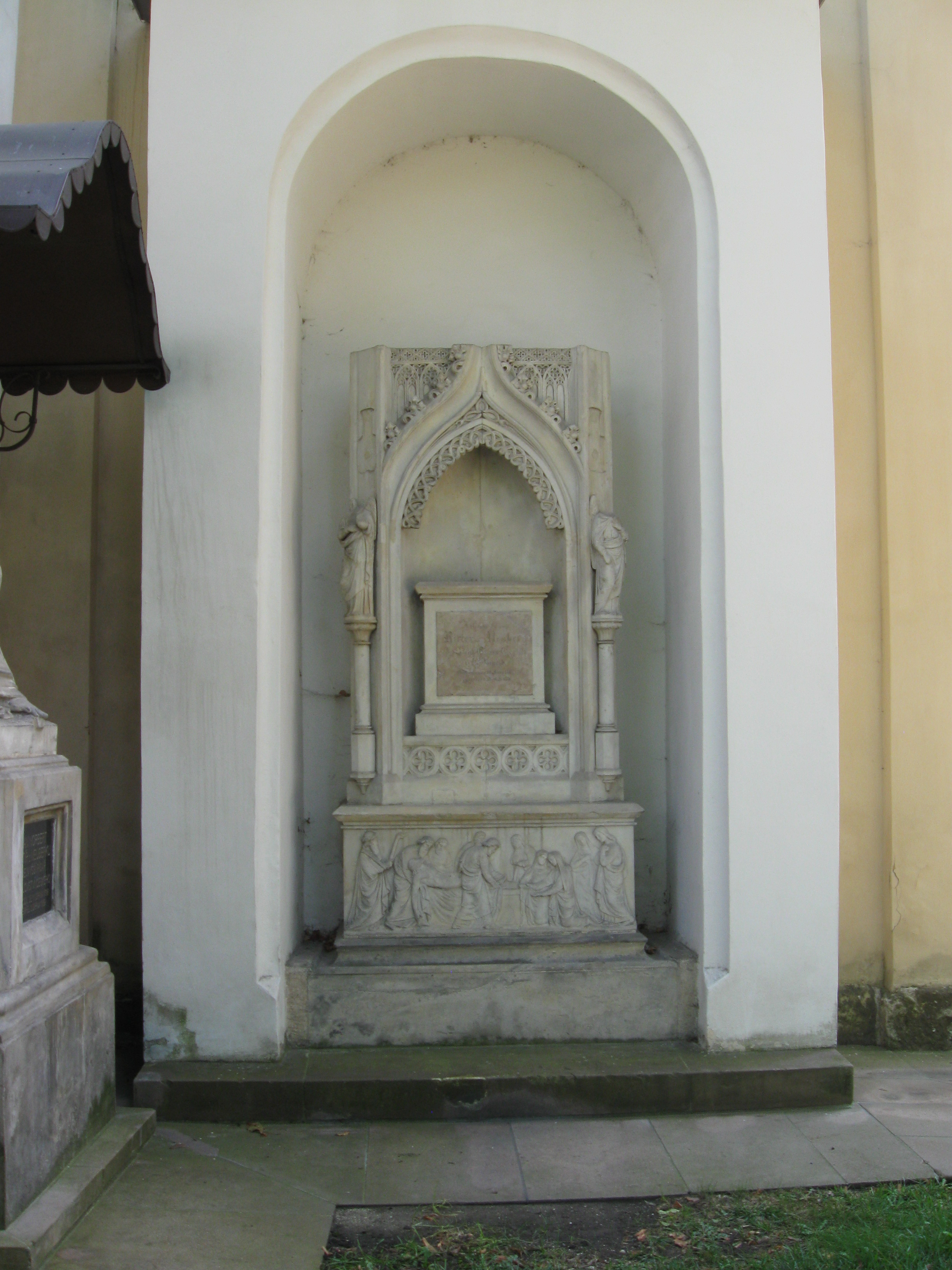
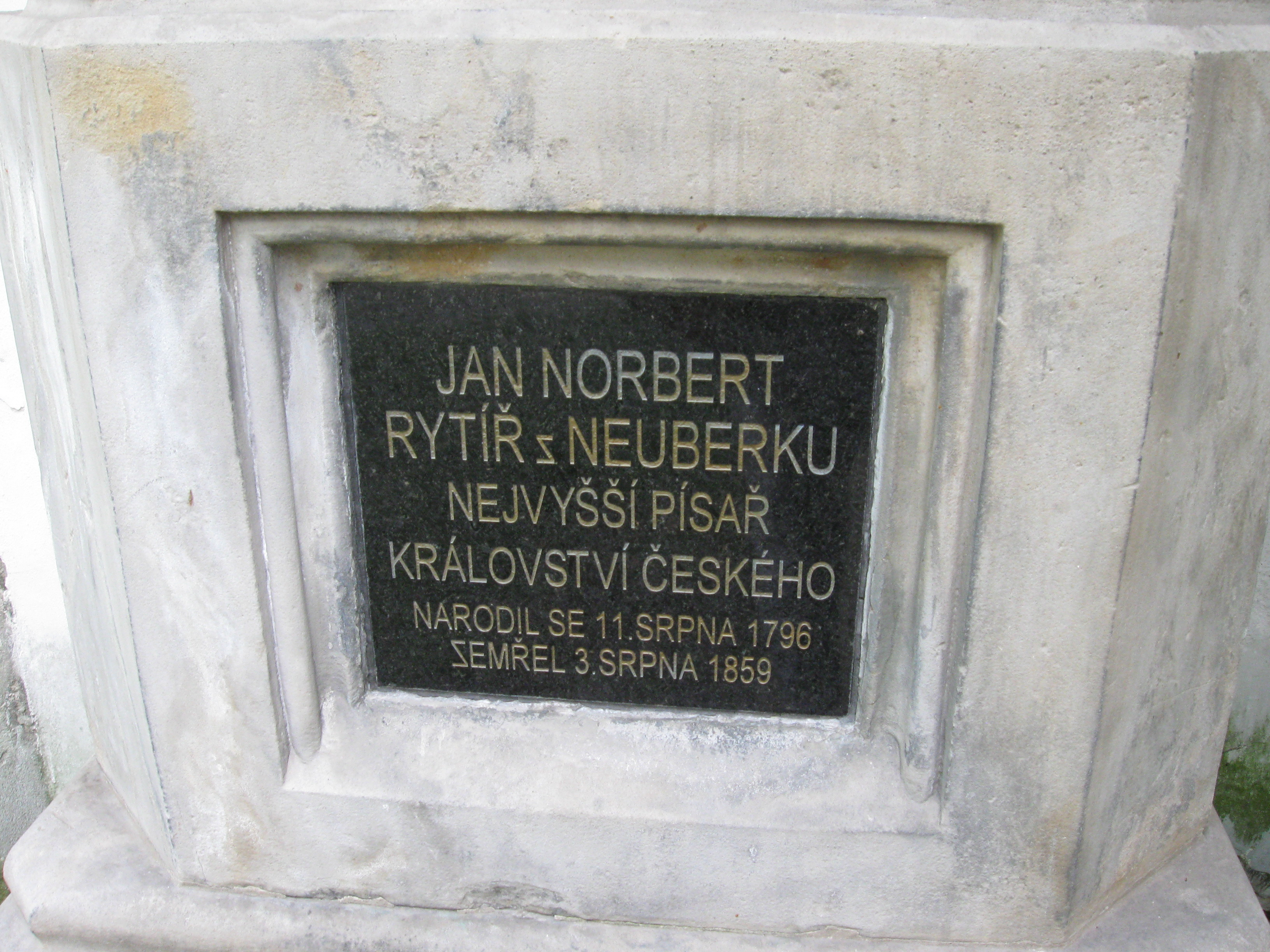
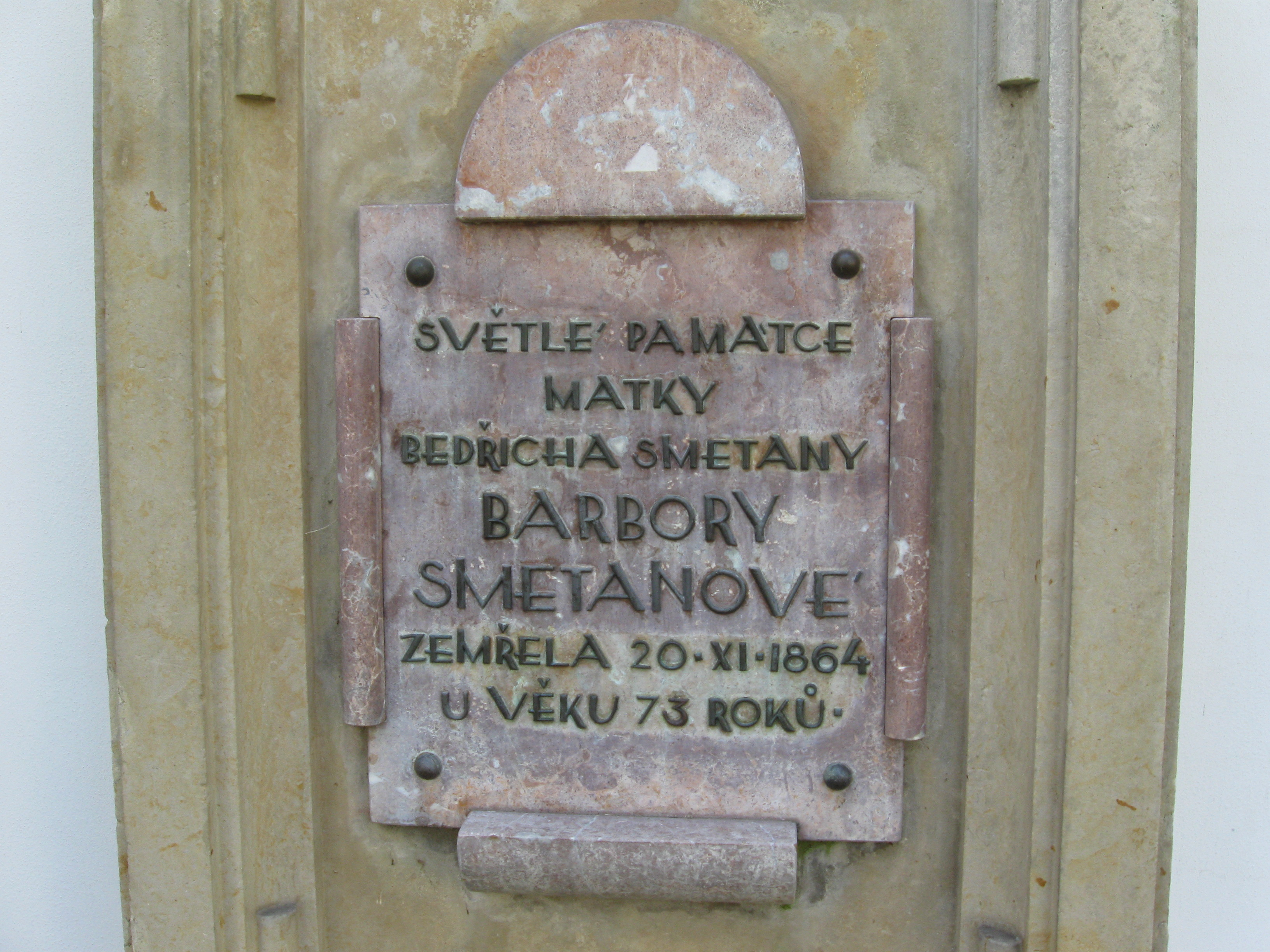